# 永田啓二
永田 啓二（ながた けいじ、1984年9月26日 - ）は、福岡県出身の競艇選手。登録番号4288。身長172cm。血液型B型。94期。福岡支部所属。同期に古賀繁輝、小坂尚哉、岡崎恭裕らがいる。

## 来歴
- やまと競艇学校時代、リーグ戦勝率6.39（準優出6　優出5　第4戦・第6戦優勝）の成績を残して、卒業記念競走に優出（6着）した。
- 2004年5月9日、若松競艇場でデビュー（4着）。
- 2004年6月15日、宮島競艇場での一般競走4日目2Rで初勝利（18走目）。
- 2005年12月11日、丸亀競艇場での「年末ファン感謝ゴールデンカップ」で初優出（5着）。
- 2010年1月19日、浜名湖競艇場での「G1共同通信社杯 第24回新鋭王座決定戦競走」にG1初出場。23日、5日目2RでG1初勝利。
- 2010年10月26日、下関競艇場での「角島大橋開通10周年記念」で初優勝（優出17回目）。